# Haut-Sassandra
Le Haut-Sassandra est une région de Côte d'Ivoire, en Afrique de l'ouest, qui a pour chef lieu la ville de Daloa. Cette région, située à l'ouest du pays, est peuplée en majorité par les Bétés. 
En 2021, sa population est de 1 739 697 habitants.

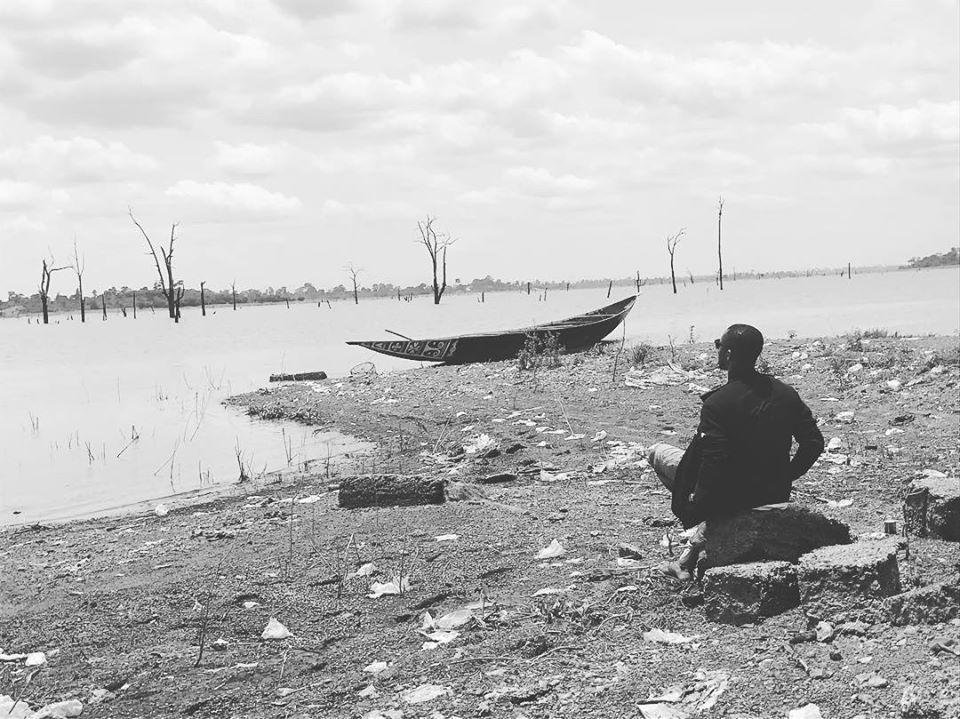
Paysage du Haut-Sassandra.

## Démographie
| 1988    | 1998      | 2010      | 2021      |
| ------- | --------- | --------- | --------- |
| 723 708 | 1 071 977 | 1 535 137 | 1 739 697 |

## Politique (Conseillers régionaux)
Alphonse Djédjé Mady, seul candidat, investi par le Rassemblement des houphouëtistes pour la démocratie et la paix (RHDP), est élu président du conseil régional lors de l'élection régionale d'avril 2013.
Alphonse Djédjé Mady, soutenu par le Parti démocratique de Côte d'Ivoire – Rassemblement démocratique africain (PDCI-RDA), est réélu président du conseil régional lors de l'élection régionale d'octobre 2018 avec 49,3 % des voix, devant Matthieu Babaud Darret (RHDP, 34,62 %). Lors de 
l'élection de septembre 2023, Mamadou Touré, investi par le RHDP, est élu avec 59,5 % des voix face au président sortant Alphonse Djédjé Mady (soutenu par le PDCI-RDA et le Parti des peuples africains – Côte d'Ivoire) qui obtient 40,5 % des voix,.

## Départements et sous-préfectures

Départements de Haut-Sassandra.

- Daloa
  - Gonaté
  - Domangbeu
- Issia
  - Saïoua
  - Boguedia
  - Tapeguia
  - Iboguhe
  - Namane
  - Nahio
- Vavoua
  - Bazra-Nattis
  - Ketro-Bassam
  - Séïtifla
  - Gadouan
  - Zaibo
  - Bédiala
  - Boguhé
- Zoukougbeu
  - Dania